# 2016年2月安卡拉爆炸案
2016年2月安卡拉爆炸案，是指發生於是指發生於2016年2月17日，在土耳其首都安卡拉的爆炸案，已知爆炸至少造成28人死（其中包括22名土耳其空軍飛行員）61人傷。土耳其軍方稱，受攻擊的目標是由軍車所組成的車隊。當地媒體引用政府官員的說法稱，軍方車隊中當時有一輛載有軍官的巴士。該巴士正行經克孜拉伊广场附近停等紅綠燈，汽車炸彈即被引爆。由於當時為傍晚交通尖峰時段，爆炸也波及附近數輛汽車隨之起火燃燒。有分析認為這起襲擊是俄羅斯對此前土耳其擊落俄軍機的報復。